# トミーズ
トミーズは、吉本興業大阪本部に所属するトミーズ健とトミーズ雅からなる日本のお笑いコンビ。1982年9月結成、1983年6月デビュー。
コンビ名はデビュー当時のマネージャーである冨井善則（後に吉本興業の専務を務めた）に由来し、冨井自らが命名した。

## 概略
幼稚園時代からの幼馴染によるコンビで、高校まで2人は同級生であった。ボクサーを引退し大学も中退していた雅がアパートで独り暮らししていた時、兄から薦められ吉本総合芸能学院（NSC）1期生の募集を知り、健を誘う。健と組む前は濱根隆とコンビ「北村・濱根」を結成、素人名人会や1982年度の「今宮子供えびすマンザイ新人コンクール」決勝などに出場するもパッとせず解散。大学卒業後の健はアパレル会社・スリーエムへの就職が決まっていたため、一度は断ったが雅の兄から半ば強引に説得された末に揃って入学。同期にはダウンタウン、内場勝則などがいる。
NSC卒業後の1983年6月、うめだ花月中席の「フレッシュコーナー」で初舞台を踏む。デビューの頃は健がボケ、雅がツッコミだったが元のキャラクターのままだったため全くウケず、役柄を変えた。
2人ともプロとしてデビューする以前、プロボクサー・北村雅英と（北村の友人）三津田健として『フレッシュ9時半!キダ・タローです』（ABCラジオ）へ出演している。雅が出演した際にキダ・タローから「友達も（スタジオに）呼んでおいで」と勧められたのがきっかけで、素人ながらキダのリクエストで放送中に漫才を演じたこともあった。
デビュー当初、NSC1期生の中ではダウンタウンを差し置いて一番の出世頭だった。卒業してすぐNHKの漫才コンテストにて大賞を受賞、デビュー3年目にして単独ライブを開催した。
90年代には雅を中心に全国ネットの番組にも出演していたが、現在は関西のみで活動している。
2023年8月9日に発売したベリーグッドマンのベストアルバム「GOOD GOOD GOOD」に収録された「これからもよろしくな」で雅がミュージックビデオに出演したのをきっかけに出囃子を「これからもよろしくな」にした。

## プロフィール

### トミーズ健
本名、三津田 健（みつだ けん）。1959年5月26日（66歳）生まれ。大阪市生野区出身、大阪市港区在住。大阪府立住吉高等学校、関西外国語大学外国語学部（スペイン語）卒業。身長167cm、体重69kg。血液型A型。趣味は大学生時代から続けているサーフィン、海水浴、チークダンス、ストリップ観賞。通称「健ちゃん」。
在日韓国人で帰化前の本名は金建(キム・ケン,韓:김건)。1989年10月23日に帰化済。
漫才では主にツッコミ担当、トークやなんばグランド花月の劇舞台ではボケに回る（所謂スベリキャラ）。
2000年代以降、「キンコンカンコン健ちゃ〜ん」「健ちゃんパウダー、おもろなくなれー」などギャグメーカーとなる。関西では恐妻家として知られ仕事の合間にも家事や買い出しで忙しいため、情報番組では主婦ならぬ「主夫」としての知恵や意見を披露する機会が多い。ちなみに妻は巨体の持ち主らしく、漫才やバラエティ番組などのネタに「トド」「横綱」扱いで頻繁にイジられている。
2007年2月、中国でのロケ収録において4回に渡って観光客に向かって臀部を露出し、地元公安当局から厳重注意を受け吉本より謹慎処分を下される。健本人は「二度とお尻は出しません」と謝罪した。
本人談によると、前田五郎（元コメディNo.1）とは血の繋がりはないが遠い親戚にあたる。

## 受賞歴
- 1983年 第14回NHK上方漫才コンテスト 最優秀賞
- 1983年 第4回ABC漫才・落語新人コンクール 漫才の部 最優秀新人賞
- 1984年 第19回上方漫才大賞 新人奨励賞
- 1985年 第20回上方漫才大賞 新人賞
- 1989年 第24回上方漫才大賞 奨励賞
- 1990年 第19回上方お笑い大賞 金賞
- 1991年 第26回上方漫才大賞 奨励賞
- 1992年 第27回上方漫才大賞 大賞
- 1993年 第28回上方漫才大賞 大賞
- 1993年 第22回上方お笑い大賞 大賞
- 2002年 第31回上方お笑い大賞 大賞

## 出演

### テレビバラエティ
現在のコンビ出演番組
- せやねん!（毎日放送）

過去にコンビ出演していた番組
- バラエティー生活笑百科（NHK総合）
- リスペクト〜あなたがいたから私がいる〜（毎日放送）
- クイズ!大阪No.1決定戦（毎日放送）
- ヤングプラザ（ABCテレビ）
- YOUごはんまだ?（ABCテレビ）
- 噂のTV通信社 うぉんてっど!→うぉんてっど!（1992 - 1994年、ABCテレビ）
- わいわいサタデー（1992 - 1995年、ABCテレビ）
- なんじゃそら三人組（ABCテレビ）※1995年12月までは雅のみ
- トミーズの人間博物館 ごっつい奴やねん!!（1994年、関西テレビ）
- にっちょび!（関西テレビ）
- トミーズのはらぺこ亭→トミーズのはらぺこキッチン 極（関西テレビ）
- トミーズ・小枝の素敵なダーリン（読売テレビ）
- トミーズのきばらなアカン!→いわんやトミーズをや（テレビ朝日）
- 森田一義アワー 笑っていいとも!（1993 - 1994年、フジテレビ）※93年度は両方、94年度は雅のみ
- 三重テレビカラオケ大賞（三重テレビ）

健のみレギュラー
- ちちんぷいぷい（毎日放送）※金曜→火曜パネラーとして、2021年3月の番組終了まで出演。
- 痛快!明石家電視台（毎日放送）
- 今夜はえみぃ〜GO!!（毎日放送）
- 情報満載 ひるまで!すっぴん!（読売テレビ）
- ごきげんライフスタイル よ〜いドン!（関西テレビ）隔週月曜

### ラジオ
コンビ出演
- よしもとの笑うラジオに、福来たる。（1994年4月 - 9月、HBCラジオ（北海道放送））
- 日清食品 まいどおおきに（ラジオ関西）
- トミーズのうただウダダ!（ラジオ関西）
- トミーズのみ〜んなとんとん!（ABCラジオ）
- トミーズのトントン!（ABCラジオ）
- 上泉雄一のええなぁ!（MBSラジオ）※金曜日に放送していた時期に「スペシャルパートナー」としてコンビで月に1回出演。
- トミーズのまだねるな!（ラジオ大阪）

健のみ
- MBSヤングダウン日曜日（MBSラジオ）
- 上沼恵美子のこころ晴天（ABCラジオ）

### テレビCM
- 大阪王将
  - 「大阪王将へ行こう」編
  - 「おウチで食べよう」編
  - 「お店でも、おウチでも」編（関西限定）
  - 「おウチで食べよう　冷凍食品」編
- ピザ・カリフォルニア

### 映画
●…オリジナルビデオ作品
- ごんたくれ（1995年）●
- チンピラぶるーす ど・アホ!（1996年）

健のみ
- 難波金融伝・ミナミの帝王 「特別編　密約」（1996年12月21日、テレビ放映[4]）
- 卍舞III いかせてあげる、極楽浄土（1996年）
- タコ焼き刑事（1997年）
- 難波金融伝・ミナミの帝王33「野良犬の記憶」（2005年）●
- 新・ミナミの帝王「裏切りの実印」（2011年3月7日、関西テレビ、フジテレビ系放映[5]） - 雪川 役（萬田の顧客。10円だけ借りて高飛びする）

### 書籍
- トミーズのよぉでけた話やなぁ（1994年3月、ワニブックス、ISBN 9784847031038）
- トミーズ健の嫁はん日記 ぼくの“鬼嫁”ダイアリー （2008年7月4日、ワニブックス、ISBN 9784847017827）※トミーズ健 著

## コラボレーション
トミーズの所属する吉本と日清食品の共同開発（コラボレーション）商品として、2003年にカップ麺「トミーズのうどん屋さんラーメン どっちやねん」が発売。2004年春には第2弾「トミーズの漫才ラーメン なんでやねん りろーでっと」、同年秋に第3弾「トミーズの辛口つっこみラーメン なにすんねん」が発売された。いずれも近畿地方限定発売。
また、関西テレビ『トミーズのはらぺこ亭』とファミリーマートのコラボレーションによる弁当シリーズ「トミーズのはらぺこ亭 三つ星御膳」が、近畿地方と石川県のファミリーマートにて2004年11月13日から3週間発売。

## 関係人物
- 赤井英和
雅とは同学年の間柄で、両者は『ごきげん!ブランニュ』でも司会として共演していた。同じく健とも同学年で、親交がある。だが出会った当初は険悪であり雅は赤井の不合格を願ったほどで、実際に赤井は不合格になった。『24時間テレビ 「愛は地球を救う」』で赤井は1996年、雅は2000年のチャリティランナーとして参加した。
- やしきたかじん
『たかじんnoばぁ〜』にて雅と共演。
- 上泉雄一（毎日放送アナウンサー）
『せやねん!』などで共演。雅司会の『ごきげん!ブランニュ』（2005年3月29日放送）にも同年3月22日に開催された月亭八光の結婚披露宴にて局の垣根を越えて出演。
- 松井愛（毎日放送アナウンサー）
高校の後輩でラジオ・テレビで共演。
- なるみ
先述の通り、健のイジられキャラを生み出した第一人者である。
- 石田英司
『ちちんぷいぷい』火曜日で同年代の健と共演。お揃いのフランネルシャツで出演することが多く、健をイジることも多い。